# Jean-René Fournier
Pour les articles homonymes, voir Fournier.
Jean-René Fournier, né le 18 décembre 1957 à Riddes (originaire de Nendaz et de Veysonnaz), est une personnalité politique suisse, originaire de Veysonnaz et de Nendaz et membre du Parti démocrate-chrétien (PDC). Élu successivement au Grand Conseil valaisan, au Conseil d'État du canton et au Conseil des États suisse, il aura présidé tous les conseils dont il a été membre.

## Biographie
Jean-René Fournier naît le 18 décembre 1957 à Riddes, dans le district de Martigny, où il passe son enfance. Il est originaire de Nendaz, dans le district voisin de Conthey, et de Veysonnaz, dans le district de Sion. Son père exploite une scierie à Riddes.
Après ses études secondaires supérieures au lycée-collège des Creusets à Sion, il obtient une licence en sciences économiques et sociales de l'Université de Fribourg,.
Il travaille notamment pour l'UBS, à un poste de sous-directeur.
Il est major de l'armée suisse.
Il est marié et père de six enfants.

### Condamnation
Le 28 novembre 2011, il est condamné à 60 heures de travail d’intérêt général avec sursis par le tribunal du district de Sion, pour avoir autorisé le tir d'un loup, dans le Chablais, le 11 octobre 2006.

## Parcours politique
Jean-René Fournier est député au Grand Conseil du Canton du Valais de 1985 à 1997, qu'il préside en 1995-1996.
Il est ensuite conseiller d’État valaisan de mai 1997 à avril 2009,,.
Depuis le 3 décembre 2007, il est conseiller aux États. Il préside le Conseil des États de 2018 à 2019.